# Schwarzwaldradio
Schwarzwaldradio ist ein bundesweit empfangbares privates Hörfunkprogramm aus Baden-Württemberg, betrieben von der Privaten Rundfunkgesellschaft Ortenau GmbH & Co. KG. Geschäftsführender Gesellschafter ist Markus Knoll.

## Frequenzen und Sendegebiet
Im Digitalradio (DAB+) ist das Programm bundesweit auf Kanal 5C zu empfangen, Sendername „Schwarzwaldradio“. Schwarzwaldradio sendet außerdem im Livestream über alle gängigen Radioportale wie TuneIn, Radioplayer, Radio.de u. a. und betreibt eine eigene Mobile App. Über UKW ist das Programm im Mittleren Kinzigtal auf 93,0 MHz zu empfangen, sowie im bundesweiten, digitalen Kabelnetz.

## Programm

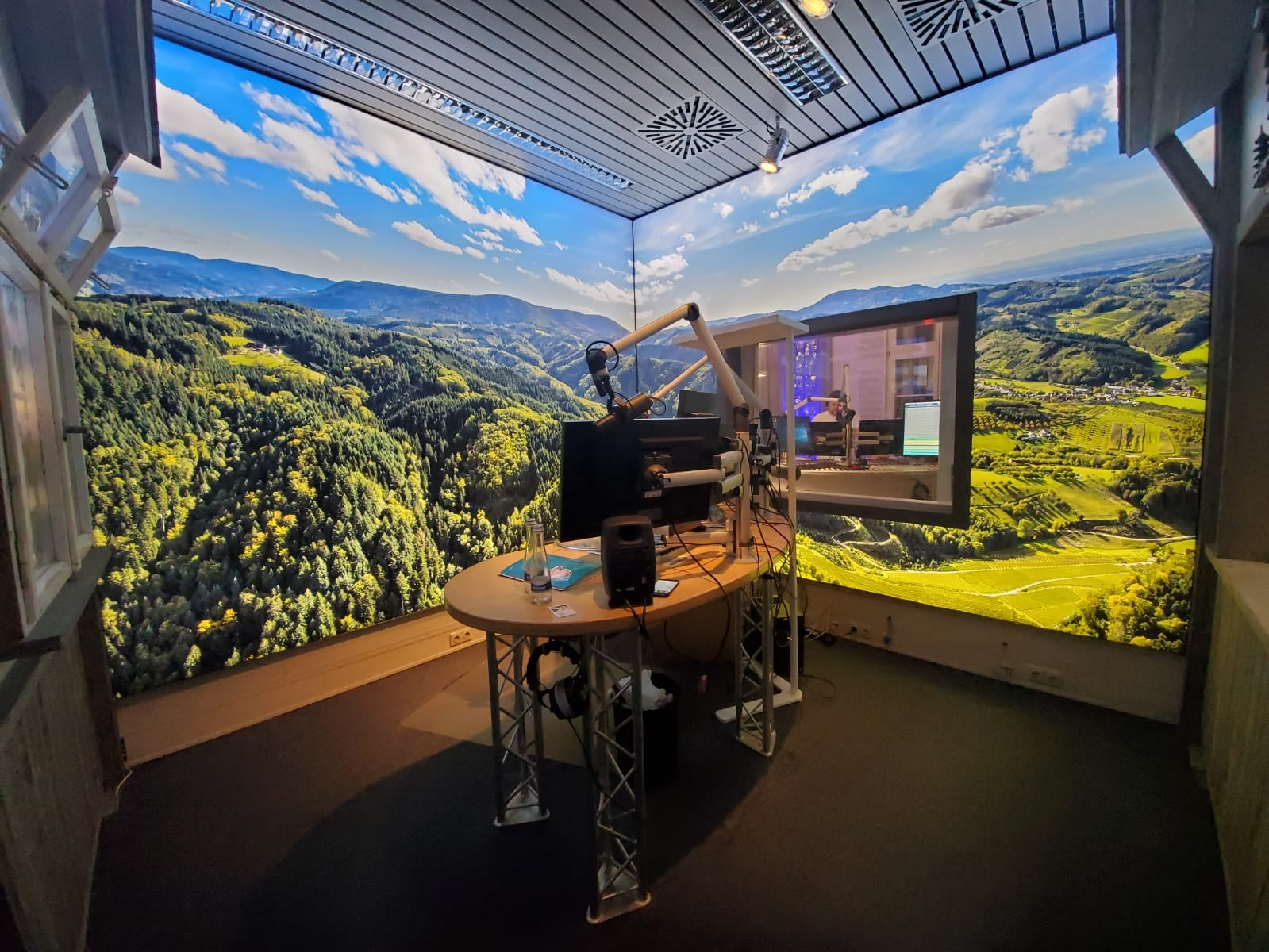
Das Sendestudio von Schwarzwaldradio in Offenburg

Das Musikprogramm von Schwarzwaldradio ist MOR (Middle-of-the-Road). Der ursprüngliche Slogan „Classic Hits und Super Oldies“ wurde im Frühjahr 2023 geändert auf „Oldies. Neu. Entdecken“. in diesem Sinne trifft die Musikredaktion um Peter Oehler und Sven Steiner die Auswahl aus mehr als 30.000 Titeln aus den 50er Jahren bis zur Jahrtausendwende. Das Musikprogramm zeichnet sich durch eine Vielzahl von Sondersendungen (u. a. Soul, Rock, Disco, Country) und die Berücksichtigung von Hörerwünschen aus. Analog den OHRbits bei Hitradio Ohr gibt es bei Schwarzwaldradio die Schwarzwaldtaler. Hierbei handelt es sich um ein Bonussystem, bei dem die Hörer durch Interaktion mit dem Sender Punkte sammeln und diese dann in verschiedene Prämien eintauschen können. Die Teilnahme ist kostenlos.
Zu hören sind auf Schwarzwaldradio unter anderem bekannte Radiostimmen wie Rainer Nitschke (WDR, SDR, SWR), Benny Schnier, Uwe Carsten (Hitradio Ohr), Kati Huhn (u. a. Radio Teddy, Antenne Sachsen, Radio Brocken), Sandra Laeske (Radio Drops, Radio Ladies First, Euroradio, Hitradio Ohr), Patrick Fuchs und Fritz Egner. Die Morgensendung moderieren seit August 2023 Zarah Roth und Tobias Siegwart im wöchentlichen Wechsel.

Inhaltlich bietet Schwarzwaldradio nach eigener Aussage Radio für Genießer mit ausschließlich positiven Nachrichten – abgesehen von den mehrmals täglich gesendeten Weltnachrichten. Die Themenschwerpunkte liegen bei Aktivitäten rund um den Schwarzwald inklusive Tipps zu Freizeit, Wellness und Kulinarik.

## Geschichte

Logo mit altem Claim

Seit dem 1. September 2016 ist Schwarzwaldradio in ganz Deutschland im DABplus-Bundesmux (Block 5C) empfangbar.
Schwarzwaldradio startete zunächst als lokales Radioprogramm am 1. Juli 2008 auf der UKW-Frequenz 93,0 MHz im Mittleren Kinzigtal (Ortenaukreis, Baden-Württemberg). Am 6. Mai 2012 erfolgte die Aufschaltung in das DAB+-Netz Baden-Württemberg (Kanal 11B). Damit einher ging die redaktionelle Ausrichtung als „Ferienradio“ für den Schwarzwald. In diesem Zuge erfolgte eine Partnerschaft mit der Schwarzwald Tourismus, als Dachorganisation der Schwarzwälder Landkreise, Gemeinden und Städte. Bereits von Dezember 1987 bis September 1991 sendete in der Region ein Sender unter dem Namen Schwarzwaldradio aus Studios in Freiburg im Breisgau auf der Frequenz 101,1 MHz vom Sender Blauen, die schließlich von Radio Regenbogen übernommen wurde, das sie noch heute benutzt.
Als einziger deutschsprachiger Rundfunksender wird Schwarzwaldradio auch über einen DABplus-Kanal (Color-DAB+, Kanal 6A) im Großraum Prag in der Tschechischen Republik ausgestrahlt.